# Boufféré
Boufféré est une ancienne commune française située dans le département de la Vendée, en région Pays de la Loire. Depuis janvier 2019, elle fait partie de la nouvelle commune de Montaigu-Vendée.

## Géographie
Le territoire municipal de Boufféré s’étend sur 1 654 hectares. L’altitude moyenne de la commune est de 49 mètres, avec des niveaux fluctuant entre 13 et 59 mètres, (54 mètres au pied de l’église).

### Environnement
Boufféré, « Ville fleurie », a obtenu une fleur au Concours des villes et villages fleuris (palmarès 2007).

## Toponymie
En poitevin, la commune est appelée Bouféràe.

## Histoire
Des fouilles archéologiques ont eu lieu rue de la Limouzinière en mars 2015. Elles ont révélé une ancienne occupation gauloise, datant des IIe et Ier siècles avant l’ère chrétienne. Le site, peut-être une ferme, s'étendait sur au moins 10 000 m2. Ce terrain deviendra en 2017 un lotissement.
Le 1er janvier 2019, la commune fusionne avec La Guyonnière, Montaigu, Saint-Georges-de-Montaigu et Saint-Hilaire-de-Loulay pour former la commune nouvelle de Montaigu-Vendée dont la création est actée par un arrêté préfectoral du 20 avril 2017.

## Politique et administration

### Liste des maires
| Période                                  | Période               | Identité                                | Étiquette    | Qualité                                                            |
| ---------------------------------------- | --------------------- | --------------------------------------- | ------------ | ------------------------------------------------------------------ |
| avril 1871                               | avril 1871            | Jean-Baptiste Blain                     |              |                                                                    |
| mai 1871                                 | décembre 1893         | Casimir-Gaston du Landreau              | Droite       | Propriétaire terrien Conseiller général des Herbiers (1871 → 1877) |
| mars 1894                                | mai 1896              | Edmond Loizeau                          |              |                                                                    |
| mai 1896                                 | décembre 1923 (décès) | Edmond de Carheil                       | Conservateur | Conseiller d'arrondissement                                        |
| janvier 1924                             | mai 1935              | Jacques de Carheil (frère du précédent) | Conservateur | Conseiller d'arrondissement (1924 → 1937)                          |
| mai 1935                                 | octobre 1947          | François Chardonneau                    |              |                                                                    |
| octobre 1947                             | mars 1965             | Gabriel Poiron                          |              |                                                                    |
| mars 1965                                | mars 1989             | Michel Merlet                           |              | Maire honoraire                                                    |
| mars 1989                                | 28 mars 2014          | Joseph Châtry                           | DVD          | Retraité                                                           |
| 28 mars 2014                             | 31 décembre 2018      | Florent Limouzin                        | DVD          | Agent et conseiller immobilier                                     |
| Les données manquantes sont à compléter. |                       |                                         |              |                                                                    |

### Liste des maires délégués
| Période        | Période     | Identité         | Étiquette | Qualité                                           |
| -------------- | ----------- | ---------------- | --------- | ------------------------------------------------- |
| 4 janvier 2019 | 26 mai 2020 | Florent Limouzin | DVD       | Agent et conseiller immobilier                    |
| 26 mai 2020,   | En cours    | Cécilia Grenet   | DVD       | Mandataire judiciaire à la protection des majeurs |

## Démographie

### Évolution démographique
L'évolution du nombre d'habitants est connue à travers les recensements de la population effectués dans la commune depuis 1800. Pour les communes de moins de 10 000 habitants, une enquête de recensement portant sur toute la population est réalisée tous les cinq ans, les populations de référence des années intermédiaires étant quant à elles estimées par interpolation ou extrapolation. Pour la commune, le premier recensement exhaustif entrant dans le cadre du nouveau dispositif a été réalisé en 2008.

En 2016, la commune comptait 3 335 habitants, en évolution de +14,13 % par rapport à 2010 (Vendée : +5,33 %, France hors Mayotte : +2,11 %).
| 1800 | 1806 | 1821 | 1831 | 1836 | 1841 | 1846 | 1851 | 1856 |
| ---- | ---- | ---- | ---- | ---- | ---- | ---- | ---- | ---- |
| 367  | 562  | 690  | 734  | 753  | 735  | 762  | 757  | 753  |

| 1861 | 1866 | 1872 | 1876 | 1881 | 1886 | 1891 | 1896 | 1901 |
| ---- | ---- | ---- | ---- | ---- | ---- | ---- | ---- | ---- |
| 780  | 794  | 785  | 824  | 808  | 839  | 835  | 789  | 805  |

| 1906 | 1911 | 1921 | 1926 | 1931 | 1936 | 1946 | 1954 | 1962 |
| ---- | ---- | ---- | ---- | ---- | ---- | ---- | ---- | ---- |
| 847  | 910  | 791  | 840  | 802  | 801  | 760  | 768  | 872  |

| 1968 | 1975  | 1982  | 1990  | 1999  | 2006  | 2008  | 2013  | 2016  |
| ---- | ----- | ----- | ----- | ----- | ----- | ----- | ----- | ----- |
| 895  | 1 103 | 1 237 | 1 423 | 1 766 | 2 434 | 2 622 | 3 168 | 3 335 |

### Pyramide des âges
La population de la commune est relativement jeune. Le taux de personnes d'un âge supérieur à 60 ans (11,5 %) est en effet inférieur au taux national (21,6 %) et au taux départemental (25,1 %).
Contrairement aux répartitions nationale et départementale, la population masculine de la commune est supérieure à la population féminine (50,7 % contre 48,4 % au niveau national et 49 % au niveau départemental).
La répartition de la population de la commune par tranches d'âge est, en 2007, la suivante :
- 50,7 % d’hommes (0 à 14 ans = 24,6 %, 15 à 29 ans = 19,6 %, 30 à 44 ans = 27,8 %, 45 à 59 ans = 17,2 %, plus de 60 ans = 10,7 %) ;
- 49,3 % de femmes (0 à 14 ans = 27,1 %, 15 à 29 ans = 16,8 %, 30 à 44 ans = 26,6 %, 45 à 59 ans = 17,2 %, plus de 60 ans = 12,3 %).

| Hommes | Classe d’âge | Femmes |
| ------ | ------------ | ------ |
| 0,1    | 90 ans ou +  | 0,1    |
| 2,6    | 75 à 89 ans  | 4,3    |
| 8,0    | 60 à 74 ans  | 7,9    |
| 17,2   | 45 à 59 ans  | 17,2   |
| 27,8   | 30 à 44 ans  | 26,6   |
| 19,6   | 15 à 29 ans  | 16,8   |
| 24,6   | 0 à 14 ans   | 27,1   |

| Hommes | Classe d’âge | Femmes |
| ------ | ------------ | ------ |
| 0,4    | 90 ans ou +  | 1,2    |
| 7,3    | 75 à 89 ans  | 10,6   |
| 14,9   | 60 à 74 ans  | 15,7   |
| 20,9   | 45 à 59 ans  | 20,2   |
| 20,4   | 30 à 44 ans  | 19,3   |
| 17,3   | 15 à 29 ans  | 15,5   |
| 18,9   | 0 à 14 ans   | 17,4   |

## Lieux et monuments
- Le château du Hallay.

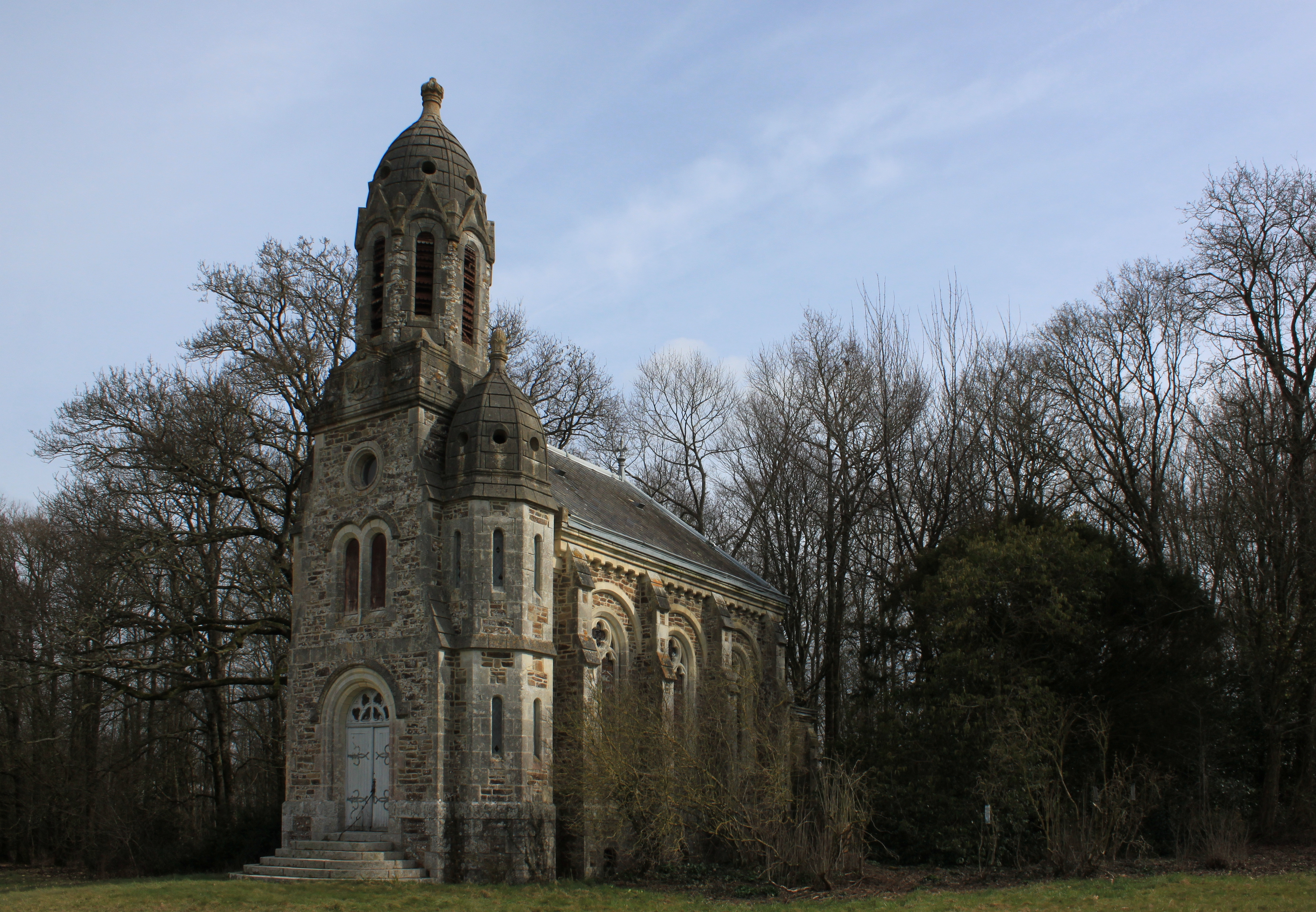
Chapelle du château du Hallay, 1900.

- L’église Notre-Dame-de-l'Assomption.

## Événements
- Festival Urbano (anciennement Jongl'hop)

Urbano/Jongl'hop est un festival hors-norme, où hip hop et cultures urbaines s’expriment à la campagne, mêlant concerts de rap, performances de dj’s et battles[Quoi ?] de break dance. L’événement remporte l’enthousiasme du public comme en témoigne une hausse de fréquentation qui a plus que quadruplé en quatre ans (2006 : 700 festivaliers – 2007 : 1 500 – 2008 : 2 500 – 2009 : 3 200 festivaliers). À la première édition du Urbano, en 2012, le festival a accueilli des artistes comme Shurik'n, 1995, Orelsan, Youssoupha ou encore Puppetmastaz.

## Économie
Boufféré abrite l'usine de voitures sans-permis Microcar, fondée par Jeanneau et rachetée en 2008 par Ligier,.

## Identité visuelle

Logotype (avant 2016).
Logotype (depuis 2017).